# Tanz auf dem Vulkan
Tanz auf dem Vulkan è un film del 1938 diretto da Hans Steinhoff.

## Trama
Parigi, 1830. Re Carlo X opprime e tiranneggia il popolo che gli preferisce il cugino, il principe Luigi Filippo. Un altro beniamino delle masse è l'attore Debureau che, con i suoi versi satirici, mette alla berlina i potenti e il re, suo rivale perché infatuato della contessa Heloise, che Debureau ama. Una sera, Debureau viene arrestato. Condannato a morte, l'attore deve essere giustiziato, ma nelle strade monta la marea della rivolta popolare contro l'odioso monarca e la sua tirannia che il condannato sobilla cantando e recitando per le vie che attraversa mentre lo stanno portando al patibolo. Il popolo raccoglie il suo invito al colpo di stato e lo libera. Quando poi anche i soldati abbandonano il re, quest'ultimo è costretto alla fuga e Luigi Filippo viene proclamato nuovo re.

## Produzione
Il film fu prodotto dalla Majestic-Film GmbH.

## Distribuzione
Distribuito dalla Tobis-Filmverleih, uscì nelle sale cinematografiche tedesche il 30 novembre 1938, in Danimarca il 14 gennaio 1939 e nei Paesi Bassi il 10 febbraio 1939 con il titolo De afgod van Parijs.